# Cleofis
Cleofis (en sánscrito: Kripa) fue una figura clave en la guerra entre los pueblos aśvakas y Alejandro Magno, en su campaña de expansión hacia el valle del Indo. Tras la muerte de Assac, señor de la guerra de los aśvakas, durante la batalla que le enfrentó con Alejandro en el año 326 a. C., Cleofis, su madre, asumió el mando de las tropas y negoció un acuerdo que le permitió mantener su estatus. Cuentos posteriores afirman que Cleofis tuvo un hijo de Alejandro, aunque esta teoría ha sido desestimada por los historiadores.
Los aśvakas eran un pueblo que vivía en los valles del río Swat y de Buner, territorios de la actual Pakistán, y estaban conformados en forma de clanes rebeldes, ferozmente independientes que se resistían a la subyugación.
En el año 326 a. C., Alejandro Magno, tras cruzar con sus tropas el Hindu Kush, se proponía dominar el valle del río Indo, zona en cuya vertiente oeste se situaban los aśvakas. Con el fin de defender su tierra natal, reunieron un ejército de 20 000 jinetes, 38 000 efectivos de infantería y 30 elefantes, según el escritor clásico Quinto Curcio Rufo, así como un contingente de 7 000 mercenarios del reino de Kamboja reclutados en Abhisara. Tras la batalla, en la que perdieron ante el envite de las tropas de Alejandro, se replegaron hasta su ciudad fortificada de Massaga, donde los combates continuaron durante varios. Fue en el transcurso de ese último escenario cuando Assac murió y Cleofis asumió el mando, reuniendo las mujeres aśvakas para luchar y liderando la defensa continuada de la ciudad.
Finalmente, Cleofis, viendo que la derrota era inevitable, parlamentó con los invasores y accedió a abandonar Massaga con el resto de supervivientes. Según Diodoro Sículo Cleofis envió preciosos regalos a Alejandro con un mensaje en el que expresaba su reconocimiento por su grandeza y aseguraba cumplir los términos del tratado. Más allá de una derrota honrosa, las represalias de Alejandro contra el pueblo de los aśvakas fueron notables, hasta el punto de incendiar y destruir Massaga. El historiador Victor Hansen escribió que: "Tras prometer perdonarles la vida que capitularan, ejecutó a todos los soldados que se habían rendido. Sus fortalezas también fueron asaltadas. Las guarniciones probablemente fueron sacrificadas en su totalidad".
Además, Alejandro persiguió los mercenarios de Kamboja, los rodeó en una colina y los mató a todos. Diodoro describe el evento con detalle: "Las mujeres, tomando los brazos de los caídos, lucharon codo a codo con sus hombres. En consecuencia, algunas que habían conseguido armas hicieron todo lo posible para tapar a sus maridos con sus escudos, mientras que otros, que no tenían armas, hicieron mucho para impedir el enemigo lanzándose sobre ellos y cogiendo sus escudos".
Escritores clásicos posteriores, incluidos Curcio y Marco Juniano Justino, afirmaron que Alejandro mantuvo una relación sentimental con Cleofis, de la que nació un hijo. Los historiadores descartaron esta idea como una invención romántica muy posterior. En referencia a los términos relativamente generosos de Alejandro, que permitían a Cleofis conservar su estatus, Curcio expresó que "algunos creían que este trato indulgente otorgaba más bien a los encantos de su persona que a compadecerse de sus desgracias. En cualquier caso, después dio el nacimiento de un hijo que recibió el nombre de Alejandro, fuera quien fuera su padre...".